# Sabimos
Sabimos, afkorting van Satellite Based Information and Management Operating System, is vanaf mei 2005 een integraal systeem voor reisinformatie en verkeerslichtbeïnvloeding voor het openbaar vervoer, in heel Twente (onder andere Almelo, Enschede en Hengelo) met behulp van satellietnavigatie. 
Dit systeem is in opdracht van Regio Twente uitgevoerd, in samenwerking met Connexxion.